# Celle (Tyskland)
 For alternative betydninger, se Celle. (Se også artikler, som begynder med Celle)
Celle er en by med cirka 69.561 indbyggere, der er hovedbyen i Landkreis Celle i delstaten Niedersachsen i Tyskland. Byen ligger ved floden Aller der løber ud i Weserfloden. Byen ligger syd for Lüneburger Heide omkring Celle Slot bygget i renæssance- og barokstil. Den gamle bydel i Celle er meget smuk med over 400 bygninger i bindingsværk. Fra 1378 til 1705 var Celle den officielle residens for den lüneburgske del af den tyske fyrsteslægt Welf. Medlemmerne boede her, da de blev udvist af deres oprindelige lande af borgerne.

## Forbindelse til Danmark og Storbritannien
Christian 7.s dronning, Caroline Mathilde, blev forvist til byen i 1772 og levede her til sin død i 1775 sammen med sin veninde, tidligere overhofmesterinde Louise von Plessen, der ligeledes var forvist. Hendes sarkofag kan ses i krypten i Stadtkirche, hvor den står sammen med sarkofager med andre medlemmer af hertugfamilien Hannover. Hendes bror George 3. af Storbritannien var hertug og efter Napoleonskrigene konge af Hannover, og slottet anvendtes som en af familiens sommerresidenser pga. den fine jagt.

## 2. verdenskrig
Det eneste allierede luftangreb på Celle under Anden Verdenskrig fandt sted den 8. April 1945, hvor målet var jernbanestationen. Holdende tog med omkring 4.000 koncentrationslejrfanger på vej mod den nærliggende KZ-lejr Bergen-Belsen blev ramt, og hundredvis af mennesker blev dræbt. En del af fangerne fra togene formåede at flygte. I løbet af de næste to dage jagtede og skød SS-vagter og borgere fra Celle de fleste af flygtningene. Dødstallet antages at være mindst 170 mennesker. Af gerningsmændene blev denne episode benævnt "Harejagten i Celle".
Byen undgik en større ødelæggelse, da den uden kamp overgav sig til de allierede tropper den 12. april 1945.